# Patratu
Patratu (en hindi: পত্রতু ) es una localidad de la India, en el distrito de Ramgarh, estado de Jharkhand.

## Geografía
Se encuentra a una altitud de 397 m s. n. m. a 39 km de la capital estatal, Ranchi, en la zona horaria UTC +5:30.

## Demografía
Según estimación 2010 contaba con una población de 30 716 habitantes.